# Finsk ägglav
Finsk ägglav (Candelariella kuusamoënsis) är en lavart som beskrevs av Veli Johannes Paavo Bartholomeus Räsänen. Finsk ägglav ingår i släktet Candelariella, och familjen Candelariaceae. Enligt den finländska rödlistan är arten nära hotad i Finland. Arten är reproducerande i Sverige. Artens livsmiljö är klippor (inklusive flyttblock).